# Hertog van Cleveland
Hertog van Cleveland (Engels: Duke of Cleveland) is een Britse adellijke titel genoemd naar Cleveland in het noordoosten van Engeland.
De titel werd tweemaal gecreëerd. Voor de eerst keer in 1670 voor Barbara Palmer, maîtresse van koning Karel II van Engeland. Na haar dood werd de titel geërfd door hun zoon Charles FitzRoy, die in 1675 al beleend was met de titel hertog van Southampton. Met zijn zoon William stierf de titel in 1774 uit.
In 1833 werd de titel opnieuw in het leven geroepen voor William Vane, 3e graaf van Darlington. Diens grootvader, Henry Vane was gehuwd met Grace FitzRoy, dochter van de 2e hertog van de eerste creatie. William had drie zonen, die allen achtereenvolgens de titel droegen. Na het kinderloos overlijden van de jongste, Harry Powlett, 4e hertog van Cleveland, stierf de titel uit.

## Hertog van Cleveland, eerste creatie (1670)
- 1670 – 1709: Barbara Palmer (1641 – 1709), 1e hertogin van Cleveland
- 1709 – 1730: Charles FitzRoy (1662 – 1730), 1e hertog van Southampton, 2e hertog van Cleveland
- 1730 – 1774: William FitzRoy (1698 – 1774), 2e hertog van Sothampton, 3e hertog van Cleveland

## Hertog van Cleveland, tweede creatie (1833)
- 1833 – 1842: William Henry Vane (1766 – 1842), 1e hertog van Cleveland
- 1842 – 1864: Henry Vane (1788 – 1864), 2e hertog van Cleveland
- 1864: William John Frederick Vane (1792 – 1864), 3e hertog van Cleveland
- 1864 – 1891: Harry Powlett (1803 – 1891), 4e hertog van Cleveland